# Novopskov (huyện)
Huyện Novopskov (tiếng Ukraina: Новопсковський район, chuyển tự: Novopskovs’kyi raion) là một huyện của tỉnh Luhansk thuộc Ukraina. Huyện Novopskov có diện tích 1623 kilômét vuông, dân số theo điều tra dân số ngày 5 tháng 12 năm 2001 là 38322 người với mật độ 24 người/km2. Trung tâm huyện nằm ở Novopskov.